# 赤穂市民病院
赤穂市民病院（あこうしみんびょういん）は、兵庫県赤穂市にある医療機関である。赤穂市病院事業の設置等に関する条例により設置された市立の病院である。災害拠点病院、地域がん診療病院などの指定を受けており、播磨姫路圏域内の赤穂準圏域の中核病院の役割を担っている。病院の基本理念は、「良い医療を、効率的に、地域住民とともに」。

## 沿革

### 年表
- 1947年11月17日 - 国保直営赤穂町民病院として開院。
- 1948年10月1日 - 赤穂町営に移管する。
- 1951年9月1日 - 市施行に伴い市営に移管する。
- 1986年1月1日 - 総合病院になる。
- 1998年2月11日 - 新市民病院開設する。
- 2007年1月31日 - がん診療連携拠点病院となる。
- 2017年8月1日 - 北側に増築された新館が稼働する。
- 2023年4月1日 - 地域がん診療病院へ指定変更となる。

## 診療科
- 内科
- 呼吸器科
- 消化器内科
- 循環器科
- 血液内科
- 外科
- 小児科
- 眼科
- 耳鼻咽喉科
- 産婦人科
- 皮膚科
- 整形外科
- 泌尿器科
- 脳神経外科
- 神経内科
- リウマチ膠原病科
- 放射線科
- 麻酔科
- 心臓血管外科
- 歯科口腔外科
- 形成外科
- 精神科
- 心療内科
- 乳腺外科
- 病理診断科
- 救急科

## 交通
- JR赤穂線播州赤穂駅からウイング神姫バスで約6分、赤穂市民病院バス停下車。市内循環バス「ゆらのすけ」で約13分、市民病院バス停下車。
- JR上郡駅からウイング神姫バスで約49分、赤穂市民病院バス停下車。もしくは東備西播定住自立圏圏域バス「ていじゅうろう」上郡ルートで約37分、赤穂市民病院バス停下車。
- JR有年駅からウイング神姫バスで約32分、もしくは市内循環バス「ゆらのすけ」東西ルートAで約48分、赤穂市民病院バス停下車。
- JR三石駅から東備西播定住自立圏圏域バス「ていじゅうろう」備前ルートで約39分、赤穂市民病院バス停下車。

## 医療事故

### 脳神経外科医による医療事故
赤穂市民病院脳神経外科の男性医師A（2022年6月時点で44歳男性、2021年8月末で依願退職）が関わった手術で、2019年9月から2020年2月にかけて8件の医療事故が起きていたことが報道された。そのうち1件は、70代女性が腰椎の手術中に神経の一部を切断され、両足まひなどの後遺症が残った医療過誤と認定された。女性と家族は、市と医師に慰謝料など計約1億1500万円の損害賠償を求める訴訟を起こした。また、この女性の家族は2023年1月より「はてなブログ」上にWEB漫画『脳外科医 竹田くん』を掲載し、医師Ａによる医療事故の顛末を公表している

。医療事故を起こした医師Aは、2023年11月に「うつ病に罹患し、退職を余儀なくされた」と逆に赤穂市などを相手取り提訴している。
本事件により、該当医師のみならず病院も杜撰な医療安全管理体制や隠ぺい体質を問題視され、日本脳神経外科学会から専門医指定訓練施設の認定を停止された。
医師Aは2020年1月の手術の後に初めて病院へ報告した。病院は2022年4月に医療事故調査委員会を設置した。委員会はその後8件の医療事故を認定し、1件は過誤であるとした。兵庫県警は前述の8軒を含む11件を捜査し、2024年5月と7月には、上司の医師と医師Aが2件の医療事故で書類送検された。関西テレビの報道によると、手術の動画を見た別の医師は、「いろいろなところにドリルを当てにいっている。どこを削ればいいのかっていうのがわかっていないんじゃないかなっていう印象を受けました。」と述べている。神戸地検姫路支部は5月に書類送検された事案について9月19日付で医師2人を不起訴処分とした。
同年10月3日、70代女性が頸髄を傷つけたとされる医療事故で、医師Aがドリルで首の神経を損傷したにもかかわらず、執刀したのは上司の医師だったとする虚偽の報告書を作成して、兵庫県警は有印公文書偽造・同行使の疑いで、医師Aと上司の医師ら3人を書類送検した。
2024年12月27日、神戸地検姫路支部は70代の女性患者に対し手術中に適切な処置を怠り重度の障害を負わせたとして、医師Aを業務上過失傷害罪で在宅起訴した。
2025年5月14日、神戸地裁姫路支部は、医師Aと病院を運営する赤穂市に約8888万円の支払いを命じる判決を言い渡した。同月20日の定例記者会見で牟礼正稔市長は「市としては控訴しない。裁判所の判断に従い、真摯に受け止めて対応する」と述べた。